# Michihiro Ogasawara
Michihiro Ogasawara, född den 25 oktober 1973 i Chiba i Japan, är en japansk basebollspelare som tog brons vid olympiska sommarspelen 2004 i Aten.
Ogasawara representerade Japan i World Baseball Classic 2006 och 2009, där Japan vann båda gångerna. 2006 spelade han åtta matcher och hade ett slaggenomsnitt på 0,231 och 2009 spelade han nio matcher och hade ett slaggenomsnitt på 0,250.